# Luigi Lucheni

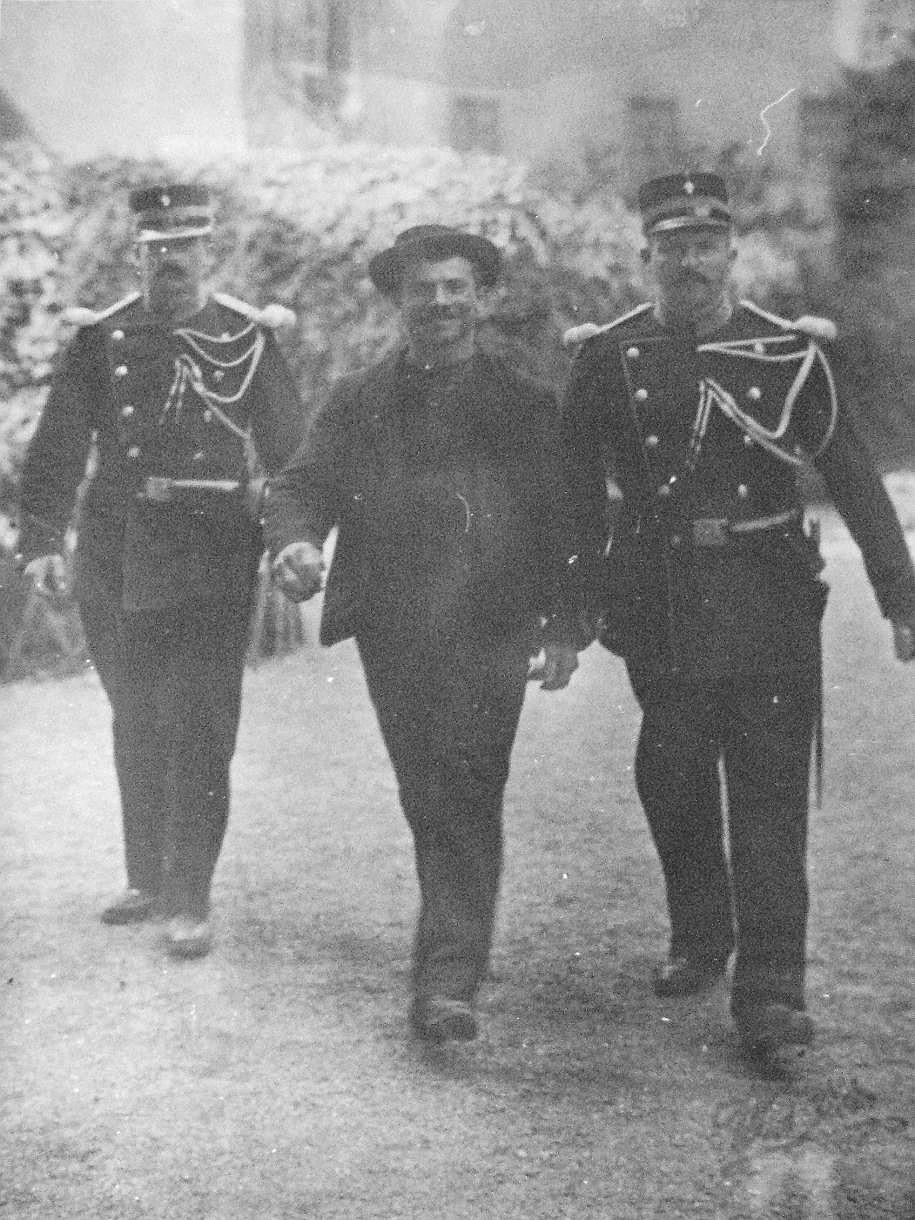

Luigi Lucheni, född 22 april 1873 i Paris, död 19 oktober 1910 i Genève (självmord), var en italiensk anarkist och mördare.
Lucheni mördade kejsarinnan Elisabeth av Österrike-Ungern den 10 september 1898 i Genève.
Han dömdes för mordet till livstids fängelse, vilket han avtjänade i fängelset i Genève. Under sin fängelsetid började han skriva en självbiografi. 1910 beslagtogs fem häften med hans text av fängelseledningen och detta ledde till att han tog sitt liv genom att hänga sig i cellen.